# Ali Al-Hosani
Ali Mohamed Al-Hosani, noto semplicemente come Ali Al-Hosani (in arabo علي الحوسني‎?; 26 maggio 1988), è un calciatore emiratino, portiere dell'Ajman.

## Palmarès

### Club

#### Competizioni nazionali
- UAE Arabian Gulf League: 1

Al-Wahda: 2009-10
- UAE Super Cup: 1

Al-Wahda: 2011
- UAE Arabian Gulf Cup: 1

Al-Wahda: 2015-16
- Coppa del Presidente degli Emirati Arabi Uniti: 1

Al-Wahda: 2016-2017